# تي هارلسون
تي هارلسون (بالإنجليزية: Ty Harrelson)‏ مواليد 22 سبتمبر 1980 في هيوستن، هو لاعب كرة سلة أمريكي سابق. بدأ مسيرته الاحترافية في سنة 2003. يبلغ طوله 6 قدم 4 بوصة (1.9 م). اعتزل اللعب في 2015. لعب مع ميدي بايرويت في الدوري الألماني لكرة السلة.